# Operació Onymous
L'Operació Onymous va ser una operació internacional d'aplicació de la llei dirigida als mercats de la darknet i altres serveis ocults que operaven a la xarxa Tor.

## Rerefons

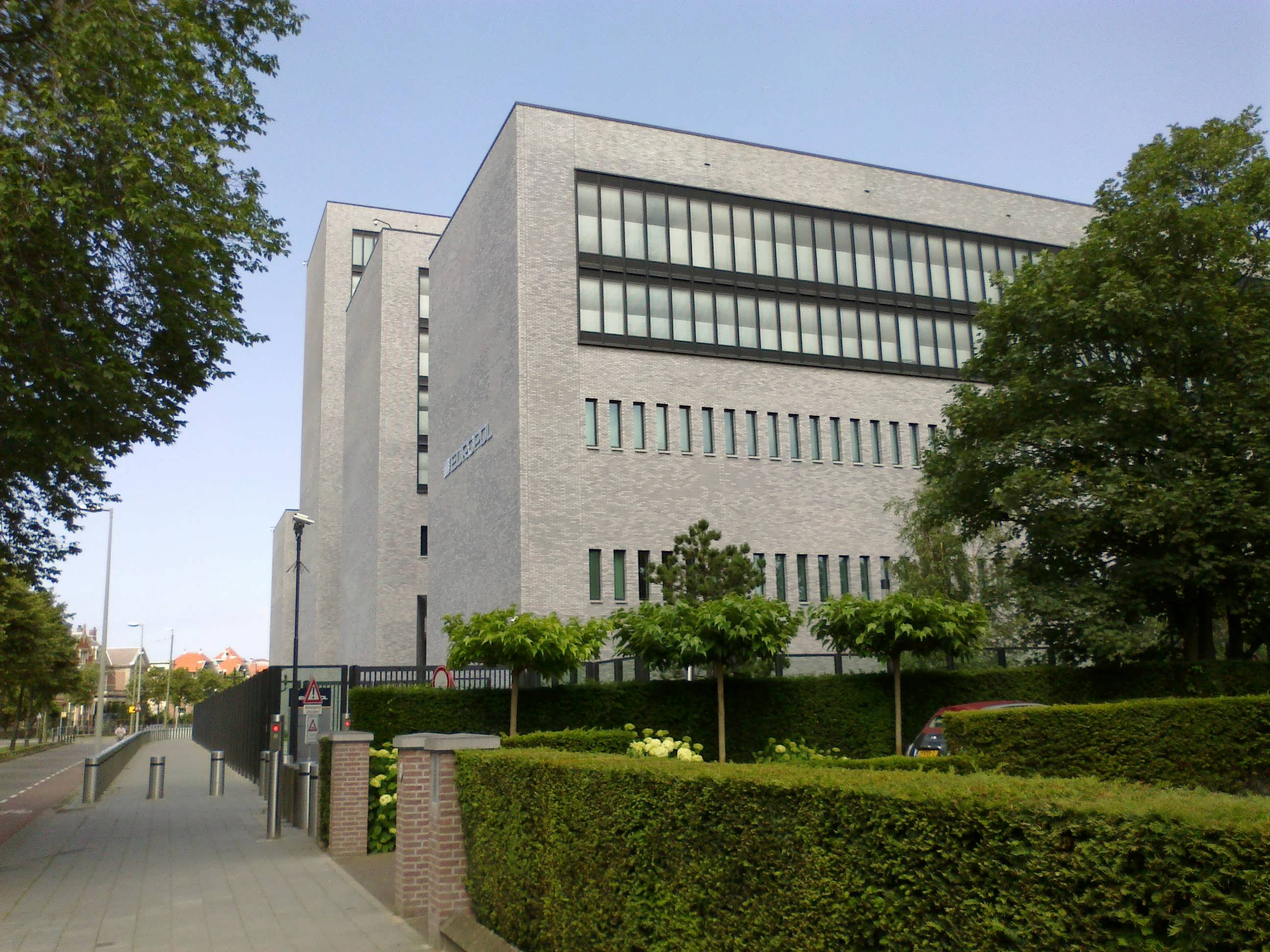
La seu d'Europol a La Haia

L'operació Onymous es va formar com una operació conjunta d'aplicació de la llei entre l'⁣Oficina Federal d'Investigacions (FBI) i l'⁣Agència d'Intel·ligència de la Unió Europea Europol. L'esforç internacional també va incloure el Departament de Seguretat Nacional dels Estats Units, Servei de Control de Duanes i Immigració dels Estats Units (ICE) i Eurojust. L'operació formava part de les estratègies internacionals que aborden els problemes de malware, esquemes de botnets i mercats il·lícits o darknets. També es va relacionar amb l'esforç de la guerra contra les drogues amb la participació de la Drug Enforcement Administration (DEA) dels EUA.

## Raids

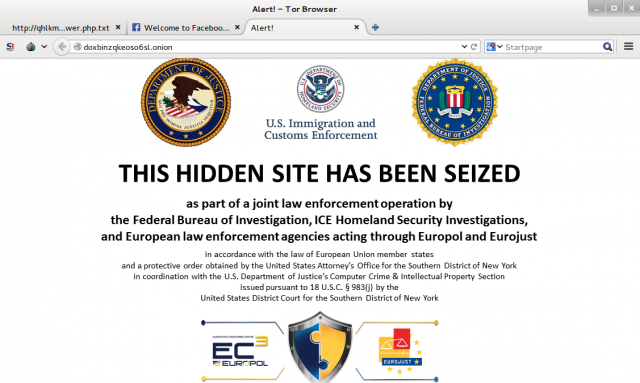

Els dies 5 i 6 de novembre de 2014, es van tancar una sèrie de llocs web, que inicialment es deia que eren més de 400, com ara mercats de drogues com Silk Road 2.0, Cloud 9 i Hydra. Altres llocs dirigits incloïen llocs de blanqueig de diners i "llocs de contraban". L'operació va implicar les forces policials de 17 països. En total hi hagué 17 detencions. Un desenvolupador de programari de 26 anys va ser arrestat a San Francisco i acusat d'executar Silk Road 2.0 sota el pseudònim 'Defcon'. Defcon era "un dels objectius principals". Poques hores després de la presa va aparèixer una tercera encarnació del lloc, 'Silk Road 3.0'; Silk Road s'havia confiscat prèviament l'octubre de 2013, i després va ressuscitar, setmanes més tard, com a "Silk Road 2.0".
Es va confiscar 1 milió de dòlars en Bitcoin, juntament amb 180.000 € en efectiu, or, plata i drogues. Dels "serveis il·lícits" que es va afirmar inicialment que s'havien tancat, pocs eren mercats en línia com Silk Road. Una denúncia presentada el 7 de novembre de 2014 al Tribunal de Districte dels Estats Units per al Districte Sud de Nova York, "demanant la confiscació de tots els actius dels següents llocs web del mercat fosc que operen a la xarxa Tor", es referia només a 27 llocs, catorze dels quals es deien que eren mercats de drogues; els altres van vendre presumptament moneda falsificada, documents d'identitat falsificats o targetes de crèdit robades.
Les agències nord-americanes i europees van intentar donar a conèixer l'èxit afirmant que la seva operació de sis mesos de durada, "va anar perfectament". L'⁣Agència Nacional del Crim del Regne Unit va enviar un tuit burlant-se dels usuaris de Tor. El comunicat de premsa oficial d'⁣Europol citava un funcionari d'Investigacions de Seguretat Nacional dels Estats Units, que va declarar: "Els nostres esforços han interromput un lloc web que permet que les activitats il·lícites del mercat negre evolucionin i s'ampliïn, i ofereix un refugi segur per als vicis il·legals, com ara la distribució d'armes, drogues, etc. tràfic i assassinat per encàrrec”.
Altres mercats de drogues líders a la Dark Web no es van veure afectats, com ara Agora, Evolution i Andromeda. Mentre que Silk Road de fet no distribuïa armes ni oferia assassinats per contracte, Evolution sí que permetia el comerç d'armes i drogues. Abans del tancament de Silk Road 2.0, Àgora ja portava més llistats que Silk Road, i també s'esperava que Evolution la superés. Àgora i Evolution són operacions més professionals que Silk Road, amb una seguretat més avançada; es creu que la detenció del suposat gerent de Silk Road va ser deguda en gran part a una sèrie d'errors descuits.
La xifra de 414 llocs de xarxa fosca, que va ser àmpliament informat internacionalment, i va aparèixer en molts titulars de notícies, després es va ajustar sense explicació a "més de 50" llocs. Es creu que la xifra real és més propera a 27 llocs, als quals es dirigeixen directament les 414 adreces .onion. El periodista australià Nik Cubrilovic va afirmar haver descobert 276 llocs confiscats, basant-se en un rastreig de tots els llocs de ceba, dels quals 153 eren llocs d'estafa, clons o pesca.

## Error a Tor de dia zero
El nombre de llocs que es va afirmar inicialment que s'havien infiltrat va fer especular que s'havia explotat una vulnerabilitat de dia zero a la xarxa Tor. Andrew Lewman, un representant del projecte sense ànim de lucre Tor, va minimitzar aquesta possibilitat, i va suggerir que l'execució de treballs policials tradicionals com el rastreig de Bitcoins era més probable. Lewman va suggerir que aquestes afirmacions eren "exagerades" i que les autoritats volien simplement fer creure que havien "craquejat" Tor per dissuadir altres de fer-lo servir amb finalitats criminals. Un representant d'Europol va ser discret sobre el mètode utilitzat i va dir: "Això és una cosa que volem mantenir per a nosaltres mateixos. La manera com fem això, no la podem compartir amb el món sencer, perquè volem fer-ho una i una altra i una altra vegada".
S'ha especulat que els serveis ocults podrien haver estat desanonimitzats si les forces de l'ordre van replicar la investigació del CERT a la Universitat Carnegie Mellon fins al pegat del 30 de juliol que va mitigar el problema. Si es fessin DDOS suficients nodes de relé que obliguessin el trànsit a dirigir-se pels nodes atacants, un atacant podria realitzar atacs de confirmació de trànsit ajudat per un atac Sybil. Els registres publicats per l'administrador de Doxbin abonaven parcialment aquesta teoria.
Els documents judicials publicats el novembre de 2015 van generar serioses preocupacions sobre l'ètica de la investigació a les comunitats de recerca de Tor i de seguretat sobre l'explotació sense mandat (que presumiblement havia estat actiu el 2014 des del febrer fins al 4 de juliol). El projecte Tor va arreglar la vulnerabilitat i l'FBI va negar haver pagat a Carnegie Mellon 1 milió de dòlars per explotar-la. Carnegie Mellon també va negar haver rebut diners.